# Медо Пуцић
Медо Пуцић (Дубровник, 12. март 1821 — Дубровник, 30. јун 1882) био је српски књижевник, научник и политичар из Дубровника. Припадао је племићком роду Пуцић и био је један од најпознатијих дубровачких Срба католика из 19. века.

## Биографија
Рођен је 12. марта 1821. у Дубровнику, од оца Марка Пуцића и мајке Мандалијене Бундицере, у једној од последњих племићких породица, пореклом из Херцеговине, српског рода. Аустријско племство је доделио цар Леополд, Матији Пуцићу и његовим потомцима, и то грофовски наслов са придевом „загорски“, 1688. године. У домаћој литератури некада се помиње титула кнез, а некада гроф, уз његово име. Године 1858. види се корица његове књиге шта је све био: "кнез Медо Пуцић, властелин дубровачки, граф загорски, витез јоанитски, коморник Њ:К. величанства шпанског младенца Војводе од Парме, члан Римске Академије од Квирита и царског и краљевског Бечког Друштва за истраживање и сачување старина". Није се женио, нити имао порода. Брат му је био Нико Пуцић.
Права је завршио у Бечу. Био је коморник на дворовима у луци Парми, неко време провео у Загребу. Често је путовао по многим земљама Европе. Као ученик Јана Колара био присталица пансловенских идеја.
Био је васпитач младог кнеза Милана Обреновића у Београду, у периоду 1868-1874.
Владимир Ћоровић га помиње у својој „Историји српског народа“ и каже да је био „човек честит и добронамеран али прилично комотан“.
Поезију је почео писати 1840. године. Први стихови су му били лирски и романтичарски, затим се његов стил све више приближавао народном.
Његова најзначајнија дела су: 
- „Словјанска антологија из рукописах дубровачких пјесниках“, 1844.
- „Талијанке“, 1849. (елегије)
- „Споменици српски од године 1395. до 1423.", књ. I, Београд 1858.
- „Споменици српски од године 1395. до 1423.", књ. II, Београд 1862.
- „Пјесме“, 1862. и 1879.
- „Карађурђевка“ 1864.

Његове две песме су ушле у познату „Антологију српског песништва“ (приредио Миодраг Павловић), то су песме Море и Живот.
Запазио је таленат младог сликара Влаха Буковца и саветовао га да пође у Париз на даље школовање.
Своје стихове је писао и на италијанском језику и бавио се превођењем на италијански, нпр. превео је делове Гундулићевог „Османа“. За дела на италијанском користио је потпис Orsatto Pozza.
Последњих 10 година живота је провео у Дубровнику бавећи се поезијом, историјским студијама и публицистиком. У Дубровнику поред морске обале постоји шеталиште Меда и Ника Пуцића.
Умро је 30. јуна 1882. у Дубровнику.